# Ophiomyxa pentagona
Ophiomyxa pentagona is een slangster uit de familie Ophiomyxidae.
De wetenschappelijke naam van de soort werd in 1816 gepubliceerd door Jean-Baptiste de Lamarck.